# Gwanda Chakuamba

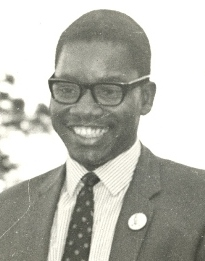
Gwanda Chakuamba, 2014

Gwandanguluwe „Gwanda“ Chimkazi Chakuamba Phiri (* 5. April 1935 in Nsanje, Nyassaland; † 24. Oktober 2016 in Blantyre, Malawi) war ein malawischer Politiker, der mehrmals Minister sowie 1999 und 2004 Präsidentschaftskandidat war.

## Leben
Chakuamba wurde nach der Unabhängigkeit der bisherigen Kolonie Nyassaland vom Vereinigten Königreich am 6. Juli 1964 vom ersten Präsidenten der neu entstandenen Republik Malawi Hastings Kamuzu Banda als Mitglied von dessen Malawi Congress Party (MCP) zum Minister für gemeindliche und soziale Entwicklung berufen. Nach Regierungsumbildungen war er zwischen 1966 und 1967 Minister für öffentliche Arbeiten und Versorgung sowie 1967 kurz Minister für Kommunalverwaltung, ehe er zwischen 1967 und 1968 Bildungsminister war. Nach weiteren Kabinettsumbildungen bekleidete er von 1968 bis 1969 die Posten als Minister für natürliche Ressourcen sowie zwischen 1969 und 1973 als Minister für die Südregion. Danach fungierte er von 1973 bis 1980 als Minister für Jugend und Kultur und war zuletzt zwischen 1978 und 1980 in Personalunion abermals Minister für die Südregion.
1980 wurde Chakuamba aus politischen Gründen festgenommen und befand sich daraufhin bis 1993 in Haft. Nach seiner Haftentlassung trat er 1993 zunächst der oppositionellen United Democratic Front (UDF) von Bakili Muluzi bei. Er wechselte aber wenige Monate später wieder zur MCP Bandas, in dessen Regierung er zwischen 1993 und 1994 Innenminister war. Zugleich wurde er Vizepräsident der MCP und Bandas Running Mate für das Amt des Vizepräsidenten bei den ersten Mehrparteienwahlen in der Geschichte Malawis am 17. Mai 1994. Bakili Muluzi (UDF) siegte mit 47,15 Prozent der Stimmen. Der nach 30-jähriger Amtszeit geschlagene Banda (MCP) erhielt 33,44 %, Chakufwa Chihana von der Alliance for Democracy (AFORD) 18,89 Prozent und Kamlepo Kalua, Kandidat der Malawi Democratic Party (MDP) 0,52 %. Chakuamba wurde jedoch zum Mitglied der Nationalversammlung und war in den nachfolgenden Jahren Oppositionsführer.
Bei den Wahlen vom 15. Juni 1999 war Chakuamba gemeinsamer Präsidentschaftskandidat der Malawi Congress Party (MCP) sowie der Alliance for Democracy (AFORD). Er errang zwar 45,3 Prozent der Stimmen, unterlag allerdings dem amtierenden Staatspräsidenten Bakili Muluzi von der UDF, auf den 52,2 % der Stimmen entfielen. Bei den gleichzeitig stattfindenden Wahlen zur Nationalversammlung bekam die UDF 93 der 192 Parlamentssitze, während die MCP 66 Mandate erhielt und die AFORD 29 Abgeordnete stellen konnte. Er blieb im Anschluss weiterhin Vorsitzender der MCP sowie Oppositionsführer.
Anfang 2004 brach innerhalb der MCP eine Führungskrise aus, die der ehemalige Finanzminister John Tembo für sich entscheiden konnte. Chakuamba trat daraufhin im Januar 2004 aus der MCP aus und gründete die Republican Party (RP). Bei den Präsidentschaftswahlen vom 20. Mai 2004 war er Präsidentschaftskandidat seiner zur sogenannten Mgwirizano Coalition gehörenden RP und belegte mit 25,7 Prozent nach dem Wahlsieger Bingu wa Mutharika von der United Democratic Front (UDF) mit 35,9 Prozent sowie John Tembo von der Malawi Congress Party (MCP) mit 27,1 Prozent den dritten Platz unter den fünf Kandidaten, während auf den früheren Minister und Kandidaten der National Democratic Alliance (NDA) Brown Mpinganjira lediglich 8,7 Prozent entfielen.
Im Februar 2005 trat Chakuamba der von Präsident Mutharika neugegründeten Democratic Progressive Party (DPP) bei und wurde von diesem zunächst 2005 als Minister für Landwirtschaft, Bewässerung und Nahrungssicherung in die Regierung berufen. Nach einer Umbildung des Kabinetts fungierte er 2005 noch kurzzeitig als Minister für Bewässerung und Wasserentwicklung, ehe es 2005 zum Bruch mit Präsident Mutharika kam. Daraufhin trat er als der DPP aus und gründete schließlich die New Republican Party (NRP).

## Weblink
- Eintrag in rulers.org